# ソマリと森の神様
『ソマリと森の神様』（ソマリともりのかみさま）は、暮石ヤコによる日本の漫画作品。コアミックス（旧ノース・スターズ・ピクチャーズ）のウェブ漫画配信サイト『WEBコミックぜにょん』にて2015年4月26日より連載を開始。2019年10月25日分の配信を最後に休載が続いていたが、暮石の体調の問題で継続が困難になったことを受けて連載終了となったことを編集部が2020年12月22日に公表した。

## あらすじ
異類異形の人外によって支配され、人間が迫害され、絶滅の危機に瀕してしまった地上の世界。そんな日、森を守護する一人・ゴーレムは、一人の人間の少女に出会った。滅んだ人間とゴーレムの父娘の絆をつないだ旅が始まる。

## 登場人物
ソマリ
声 - 水瀬いのり
自身が人間であることを隠した上で、父のゴーレムと共に旅をする。
ゴーレム
声 - 小野大輔
ソマリの義理の父。森を守護している。
シズノ
声 - 七海ひろき
小鬼。薬草や自然から薬を作っている。
ヤバシラ
声 - 鈴木達央
鬼。シズノの助手。菓子作りを得意とする。
ウゾイ
声 - 早見沙織
ハラピュイア族。ハイトラと、病気を治そうと、共に薬を探すために旅をしている。
ハイトラ
声 - 小野友樹
ファルコホル族。ウゾイの保護者。鳥の頭をしており、ウゾイと共に薬を探すために旅をしている。正体は人間、ウゾイの母を食べたことにより鳥の頭の面の下には右目が奇病により侵食されている。
キキーラ
声 - 小林ゆう
ムク毛シュガリラ族。ソマリとは初の友人。
ムスリカ
声 - 速水奨
コキリラ
声 - 関智一
ヘイゼル
声 - 茅野愛衣
プラリネ
声 - 高垣彩陽
ローザおばさん
声 - 柴田理恵

## 書誌情報
- 暮石ヤコ『ソマリと森の神様』コアミックス〈ゼノンコミックス〉、既刊6巻（2019年4月20日現在）
  1. 2015年11月20日発売[5]、ISBN 978-4-19-980313-0
  2. 2016年6月20日発売[6]、ISBN 978-4-19-980351-2
  3. 2017年3月18日発売[7]、ISBN 978-4-19-980400-7
  4. 2017年12月20日発売[8]、ISBN 978-4-19-980465-6
  5. 2018年8月20日発売[9]、ISBN 978-4-19-980510-3
  6. 2019年4月20日発売[10]、ISBN 978-4-19-980560-8

## テレビアニメ
2020年1月から3月までTOKYO MXほかにて放送された。

### スタッフ
- 原作 - 暮石ヤコ[3]
- 監督 - 安田賢司[3]
- シリーズ構成 - 望月真里子[3]
- キャラクターデザイン - 伊藤郁子[3]
- サブキャラクターデザイン - 大橋幸子[3]、田中穣[3]、吉川美貴
- 美術監督 - ニエム・ヴィンセント[3]
- 美術設定 - ロイック・ロキャテリ
- 色彩設計 - 中村千穂[3]
- 撮影監督 - 坪内弘樹
- CGディレクター - 後藤浩幸
- 編集 - 兼重涼子
- 音楽 - 吉俣良[3]
- 音楽プロデューサー - 山岡晃[3]
- 音楽制作 - ステートレス
- 音響監督 - 濱野高年[3]
- 音楽演出 - 佐藤恭野[3]
- 音響効果 - 出雲範子[3]
- プロデューサー - 岩本昌子、稲本幸子、杉多久磨、劉俊文、椛嶋麻菜美、大村恵一
- アニメーションプロデューサー - 八田正宣、村元修身
- アニメーション制作 - サテライト[3]、HORNETS[4]
- 製作 - 「ソマリと森の神様」プロジェクト（ミキサー、ノース・スターズ・ピクチャーズ、JY Animation、クランチロール、CA-Cygamesアニメファンド、ムービック）

### 主題歌
「ありがとうはこっちの言葉」
森山直太朗の作曲・歌によるオープニングテーマ。作詞は御徒町凧、編曲は河野圭。
「ココロソマリ」
水瀬いのりの作詞・歌によるエンディングテーマ。作曲は櫻澤ヒカル、編曲は白戸佑輔。

### 各話リスト
| 話数   | サブタイトル           | 脚本       | 絵コンテ          | 演出              | 作画監督                                          | 総作画監督        | 放送日         |
| ------ | ---------------------- | ---------- | ----------------- | ----------------- | ------------------------------------------------- | ----------------- | -------------- |
| 第1話  | 旅する親子             | 望月真里子 | 安田賢司          | 佐藤英一          | 田中穣                                            | 伊藤郁子          | 2020年 1月10日 |
| 第2話  | くさびらと鬼の住処     | 望月真里子 | 安田賢司          | 野崎真代          | 伊藤亜矢子 鶴元慎子 畑智司                        | 伊藤郁子          | 1月17日        |
| 第3話  | ほら穴の底の海         | 望月真里子 | 安田賢司          | ヤマトナオミチ    | 今西亨 吉川美貴 Kim Myeongsim                     | 田中穣            | 1月24日        |
| 第4話  | 叶える花と願う約束     | 望月真里子 | 安田賢司          | 三浦慧            | 本田敬一 三島詠子 緒方歩惟 梁博雅 若山和人 山口菜 | 田中穣 伊藤郁子   | 1月31日        |
| 第5話  | 揺蕩いの鳥             | 永井真吾   | 安田賢司          | 大久保朋 野崎真代 | 武内啓                                            | 田中穣 伊藤郁子   | 2月7日         |
| 第6話  | 息の根はる花は鳥を仰ぐ | 永井真吾   | 安田賢司          | 岩田義彦          | 高木玲奈 松浦美穂 大木比呂 吉田巧介               | 田中穣 伊藤郁子   | 2月14日        |
| 第7話  | 魔女に縋る足取り       | 望月真里子 | 和田純一          | 小高義規          | 本田敬一 古藤行也 時永宣幸                        | 伊藤郁子 大橋幸子 | 2月21日        |
| 第8話  | 祈り語る出会いと絆     | 望月真里子 | 和田純一          | 名和宗則 安川央里 | 本田創一 齊藤佳子 秋田英人 福地和浩               | 伊藤郁子 大橋幸子 | 2月28日        |
| 第9話  | 小さな日々の思い出     | 永井真吾   | 安田賢司 野崎真代 | 野崎真代          | 小園菜穂 長沼智也 吉川美貴 Kim Myeongsim          | 井上英紀 田中穣   | 3月6日         |
| 第10話 | 幼子と緑の砦           | 永井真吾   | 安田賢司 平池芳正 | 三好なお          | 吉岡勝 扇多恵子                                   | 堀内修 田中穣     | 3月13日        |
| 第11話 | 護る者と牙剥く者       | 望月真里子 | 安田賢司          | 野崎真代          | 小島えり 武内啓 時永宜幸                          | 田中穣            | 3月20日        |
| 第12話 | 心繋ぎ合う親子         | 望月真里子 | 安田賢司          | 安田賢司          | 堀内修 井上英紀 伊藤亜矢子 長坂寛治 Cho Yongju    | 伊藤郁子          | 3月27日        |

### 放送局
| 放送期間                | 放送時間                     | 放送局   | 対象地域 | 備考                           |
| ----------------------- | ---------------------------- | -------- | -------- | ------------------------------ |
| 2020年1月10日 - 3月27日 | 金曜 0:30 - 1:00（木曜深夜） | TOKYO MX | 東京都   |                                |
| 2020年1月14日 - 3月31日 | 火曜 0:00 - 0:30（月曜深夜） | BS日テレ | 日本全域 | BS放送 /『アニメにむちゅ〜』枠 |

| 配信開始日    | 配信時間         | 配信サイト |
| ------------- | ---------------- | --- |
| 2020年1月10日 | 金曜 0:00 - 0:30 | AbemaTV |
| 2020年1月12日 | 日曜 12:00 更新  | dアニメストア |
| 2020年1月13日 | 月曜 12:00 更新  | Netflix Amazonプライム・ビデオ Hulu U-NEXT ビデオパス dTV バンダイチャンネル ひかりTV アニメ放題 J:COMオンデマンド auスマートパス ニコニコ動画 あにてれ GYAO! ビデオマーケット HAPPY動画 |

### Blu-ray BOX
| 巻 | 発売日        | 収録話         | 規格品番 |
| -- | ------------- | -------------- | -------- |
| 上 | 2020年2月28日 | 第1話 - 第6話  | MOVC-282 |
| 下 | 2020年4月24日 | 第7話 - 第12話 | MOVC-283 |

### 朗読劇
ABEMA PPV ONLINE LIVE「『ソマリと森の神様』新朗読劇（アフタートーク付き）」として、朗読劇が2020年11月7日にオンライン生配信された。テレビシリーズ後の番外編で完全書き下ろしのオリジナルストーリーとなっている。鷲崎健をMCに迎え、アニメ同様に水瀬いのり、小野大輔、七海ひろき、鈴木達央、早見沙織、小野友樹がキャスティングされている。